# Ker (mitologia)

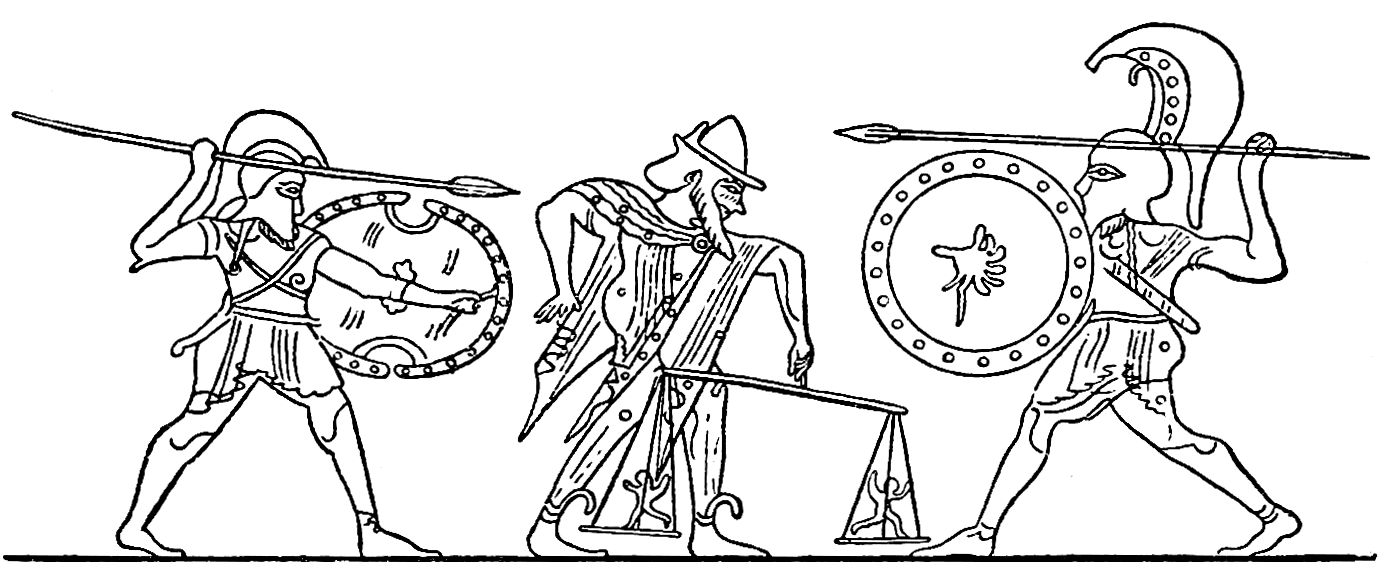
Kerostasia (o psicostasia) – la pesa delle Keres (qui intese come i destini della morte o i Fati) di Zeus per decidere le sorti della battaglia tra Achille e Memnone, come descritto da Eschilo. Schizzo da Lekythos, Capua conservato al British Museum

Ker o Chera era nella mitologia greca la personificazione del destino dei guerrieri o della morte violenta che colpiva durante duelli o azioni furtive. 
Robert Graves nei suoi testi la cita come la "grande dea Ker".

## Nella letteratura
Esiodo nella sua Teogonia, la distingue in due figure (quale Morte o quale Destino). Al verso 211 come Ker (Κῆρα), la Morte violenta, nata da Nyx (Nύξ, la Notte) per partenogenesi, poi, al verso 217 è menzionata in plurale, le Keres (Κῆρας), sempre figlie di Nyx, da intendersi come inviate del Destino. Queste ultime a volte sono identificate con le Moire.
καὶ Θάνατον, τέκε δ᾽ Ὕπνον, ἔτικτε δὲ φῦλον Ὀνείρων·

— οὔ τινι κοιμηθεῖσα θεὰ τέκε Νὺξ ἐρεβεννή, —

δεύτερον αὖ Μῶμον καὶ Ὀιζὺν ἀλγινόεσσαν

Ἑσπερίδας θ᾽, ᾗς μῆλα πέρην κλυτοῦ Ὠκεανοῖο 
 
χρύσεα καλὰ μέλουσι φέροντά τε δένδρεα καρπόν.

Καὶ Μοίρας καὶ Κῆρας ἐγείνατο νηλεοποίνους,

[Κλωθώ τε Λάχεσίν τε καὶ Ἄτροπον, αἵτε βροτοῖσι

γεινομένοισι διδοῦσιν ἔχειν ἀγαθόν τε κακόν τε,]

αἵτ᾽ ἀνδρῶν τε θεῶν τε παραιβασίας ἐφέπουσιν·   

οὐδέ ποτε λήγουσι θεαὶ δεινοῖο χόλοιο,

πρίν γ᾽ ἀπὸ τῷ δώωσι κακὴν ὄπιν, ὅς τις ἁμάρτῃ.»
negra la Morte il Sonno fu madre alla stirpe dei Sogni

(né con alcuno giacque per dar loro vita l'Ombrosa).

Poi Momo partorí la sempre dogliosa Miseria

l'Espèridi che cura di là dall'immenso Oceàno

hanno degli aurei pomi degli alberi gravi di frutti

e le dogliose Moire che infliggono crudi tormenti.»
(Teogonia, versi 212-222)
Nell'Iliade viene raffigurata, assieme a Eris (Ἔρις, la Discordia) e a Cidoimo (Κυδοιμὸς, il Tumulto) nel campo di battaglia, con un lungo mantello macchiato dal sangue degli uomini uccisi che da lei stessa venivano portati al cancello dell'oltretomba.
ἄλλον ζωὸν ἔχουσα νεούτατον, ἄλλον ἄουτον,

ἄλλον τεθνηῶτα κατὰ μόθον ἕλκε ποδοῖιν·

εἷμα δ' ἔχ' ἀμφ' ὤμοισι δαφοινεὸν αἵματι φωτῶν.

ὡμίλευν δ' ὥς τε ζωοὶ βροτοὶ ἠδ' ἐμάχοντο,

νεκρούς τ' ἀλλήλων ἔρυον κατατεθνηῶτας.»
era il Kydoimos e la terribil Ker

Che un vivo già ferito e un altro illeso

Artiglia colla dritta, e un morto afferra

Ne’ piè coll’altra, e per la strage il tira.

Manto di sangue tutto sozzo e rotto

Le ricopre le spalle: i combattenti

Parean vivi, e traean de’ loro uccisi

I cadaveri in salvo alternamente.»
(Iliade, cap. XVIII, versi 535-540)
Eschilo, nella sua tragedia Ψυχοστασία (La pesatura delle vite) descrive la battaglia tra Achille e Memnone, in cui immediatamente prima Zeus ne pesa le Κῆρας (Kères), intese qui quali fati, geni della morte, o appunto, le vite dei guerrieri.  In quest'ultima identificazione, come le anime dei morti, è ripresa talvolta nella tradizione popolare, nelle quali necessitano di sacrifici per essere placate.

## Simbolismo

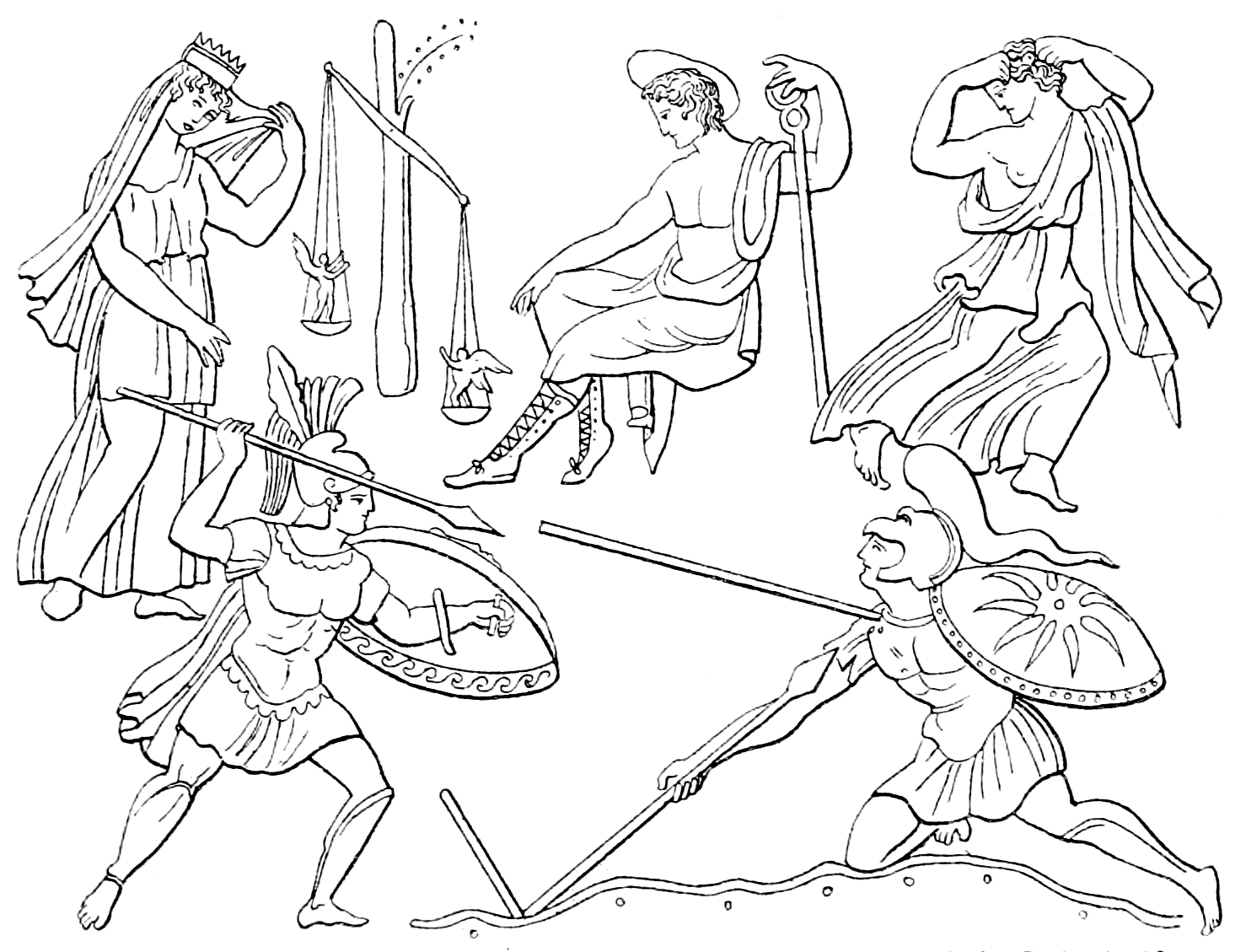
Kerostasia – La decisione della sorte della battaglia tra Achille e Memnone. Schizzo da urna cineraria, sud Italia, 330 a.C. conservato al Rijksmuseum, Amsterdam

Rappresentano o direttamente la Morte violenta, o il Destino che accompagna ogni essere umano scandendo i ritmi vitali e delineando il tipo di morte che spetterà al soggetto; quindi nei momenti pericolosi come battaglie e azioni eroiche, le Chere, in entrambe le concezioni, affiancano l'individuo.
Sono talvolta raffigurate come creature nere alate, dai denti aguzzi e dagli artigli, che si nutrono del sangue dei morti e dei feriti.

## Divinità correlate
- Moire
- Tanato
- Ananke
- Moros